# Angelo Vannini
Angelo Vannini (Casole d'Elsa, 23 ottobre 1893 – Plava, 21 luglio 1915) è stato un militare italiano, decorato di medaglia d'oro al valor militare alla memoria nel corso della prima guerra mondiale.

## Biografia
Nacque a Casole d'Elsa, provincia di Siena, il 23 ottobre 1893,  figlio di Luigi e Mirra Polinesi, all'interno di una famiglia di agricoltori, sesto di dodici figli. Frequentò le scuole elementari e poi lavorò nei campi con il padre come mezzadro in un podere della Val d'Elsa. Nell'agosto 1914 fu chiamato a prestare servizio militare nel Regio Esercito, assegnato dapprima in forza all'87º Reggimento fanteria passò poi al 128º Reggimento fanteria della Brigata Firenze. Assegnato alla 9ª Compagnia del III Battaglione come portaferiti, il 24 maggio raggiunse subito la zona di operazioni distinguendosi per coraggio nei combattimenti attorno alla testa di ponte di Gorizia e poi a Zagora, Globna, Oslavia e Monte Kuk. Il 21 luglio, durante la seconda battaglia dell'Isonzo, nelle operazioni belliche nella zona di Plava il III Battaglione del 128º Reggimento ricevette l'ordine di attaccare le trincee nemiche attorno a quota 383. Con il brillamento di tubi esplosivi vennero aperti alcuni varchi nei reticolati e nel successivo assalto le trincee nemiche vennero conquistate e il battaglione avanzò per circa 100 m sino a fermarsi contro il successivo ordine di trincee, costretto ad attestarsi in precaria posizione. Egli si spinse più volte in terreno scoperto, sotto la linea del fuoco e venendo fatto segno a tiro di fucileria nemico, al fine di raccogliere e trasportare i feriti al più vicino posto di medicazione. Nell'ultimo tentativo di soccorrere un ferito che si trovava vicino alle postazioni nemiche, pur sconsigliato, si spinse coraggiosamente in avanti fino a raggiungere il commilitone. In quel frangente venne centrato da un colpo di fucile alla testa mentre cercava di trasportare il ferito, riuscendo ad arrivare alle posizioni italiane dove poi cadde mortalmente ferito. Con Decreto Luogotenenziale del 13 luglio 1919 fu insignito della medaglia d'oro al valor militare alla memoria.

### Annotazioni
1. ↑  La Brigata Firenze, al comando del generale Sebastiano Rizza, faceva parte della 32ª Divisione.

### Fonti
1. 1 2 3 4 5  Combattenti Liberazione.
2. ↑  Carolei, Greganti, Modica 1968, p. 58.
3. 1 2 3 4 5  Coltrinari, Ramaccia 2018, p. 84.
4. ↑  Medaglie d'oro al valor militare sul sito della Presidenza della Repubblica